# Det røde Alfabet
Det røde Alfabet er en dansk stumfilm fra 1916, der er instrueret af Holger Rasmussen.

## Handling
Detektivfilm om et mægtigt forbryderforbund og deres chef der går under navnet A-Ø.